# 늑대인간

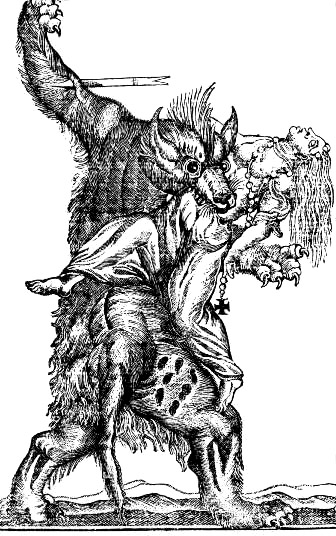
18세기에 그려진 인간을 공격하는 늑대인간.

늑대인간(영어: werewolf 웨어울프[*], 독일어: Werwolf 베어볼프[*]) 또는 리칸트로페(그리스어: λυκάνθρωπος = λύκος; lýkos + ἄνθρωπος; ánthrōpos, 영어: lycanthrope 라이칸스로프[*]) 또는 브리콜라카스(그리스어: βρυκόλακας)은 신화 또는 민속에서 늑대와 반인반수 또는, 동시에 늑대와 같이 혼혈종이 되는 인간을 의미한다. 종종 민속에서 의도적으로 저주 또는 고통으로 설명되기도 한다(다른 늑대인간에 물려 변하는 예). 이 변환은 종종 보름달이 올랐을 때 변하는 것과 관련되기도 한다. 늑대인간 신화가 최초로 나온 것은 페트로니우스와 틸베리의 거베이스(Gervase of Tilbury)이다.
늑대인간은 늑대와 인간 모두에게 내재된 자연의 특성 뿐 아니라, 종종 힘이 지금까지의 인간이나 늑대의 능력을 넘는 것으로 표현되기도 한다. 늑대인간의 일반적인 캐릭터는 유럽에서 만들어져 나왔고 나중에 전 세계로 퍼지게 되었다. 늑대인간과 비슷한 신화는 전 세계에 내제되어 있다.
늑대인간은 현대의 환상이나 공포 소설에서 자주 나온다. 따라서, 늑대인간에게 취약하다는 은제 탄환 또는 다른 은제 무기나 늑대인간이 물린 상처에 늑대인간으로 변한다는 것은 20세기 현대 소설에서 파생된 개념이다.
자신이 늑대인간이라고 생각하는 정신병은 낭화증이라고 하고, 늑대인간처럼 털이 많이 나는 증상은 늑대인간 증후군이라고 한다.

## 명칭
영어 늑대인간에 관한 명칭 Werewolf는 고대 영어의 "wer(e)wulf"로 나온 것으로 이는 "were"(man)과 "wulf"(wolf)에서 나온 말이다. 비록 중세 고지 독일어의 브루챠드의 협정(Burchard of Worms)과 레겐스부르크의 버솔드(Berthold of Regensburg)에서 "늑대가 된 사람"이란 이름으로 "werwolf"이 나오긴 하지만 고지 독일어에서는 오직 특정 이름의 형태로 "Weriuuolf"를 사용했다. 이 단어에 대한 개념은 중세 독일 소설에서는 나오지 않고 15세기 이후부터 인기를 얻기 시작했다.
중세 라틴어로는 "gerulphus", 앵글로-노르만의 "garwalf", 프랑스어의"loup-garou"는 고대 프랑크어(Old Frankish)의 "*wariwulf"에서 유래되었다.
리칸트로피(lycanthropy)라는 용어는 자신이 늑대로 변하고 그렇게 하는 방법이라는 뜻의 고대 그리스어 lykánthropos (λυκάνθρωπος): λύκος, lýkos ("wolf") + άνθρωπος, ánthrōpos ("human")에서 유래되었다.
늑대인간은 반인반수 형식 중 하나로, 일반적으로 동물의 변신 능력을 가지고 있다. 테리안스로프(therianthrope)라는 말은 말 그대로 반인반수를 뜻한다. 이 단어는 원래 고전 신화의 늑대인간인 오비디우스의 변신 이야기에 나오는 아르카디아의 왕 라이칸과 연결되어 있는 단어로, 제우스가 그의 신성을 반증하기 위해 자신의 아들을 바치라는 말에 보복으로 탐욕스러운 늑대인간이 된다는 이야기이다.
또한 늑대인간은 정신 질환으로도 불리며 남성 또는 여성 환자가 동물로 변했다고 믿고 동물처럼 행동한다는 뜻이다. 이것은 때때로 전설에서의 사용과 구분하기 위해 정신의학에서는 임상적 수화광으로도 불린다. 유일하게 인간이 늑대로 변신하는 경우에만 사용했던 초기와는 달리, 현재 늑대인간은 모든 종류의 동물로 변신한다는 의미도 가지고 있다. 이 같은 넓은 의미로서의 사용은 던전 앤 드래곤의 리칸트로피 등에서 사용되었다.
인간과 어떤 동물로 변신한다는 뜻의 고대 영어는 "versipellis"이며 이는 나중에 영어 단어 "turnskin"와 "turncoat"(변절자)로 파생된다. 이는 라틴어 단어는 러시아어의 "oboroten"와 고대 노르웨이어 "hamrammr" 등 늑대인간 및 다른 반인반수를 뜻하는 단어와 비슷하다.

## 역사

### 고전 문학

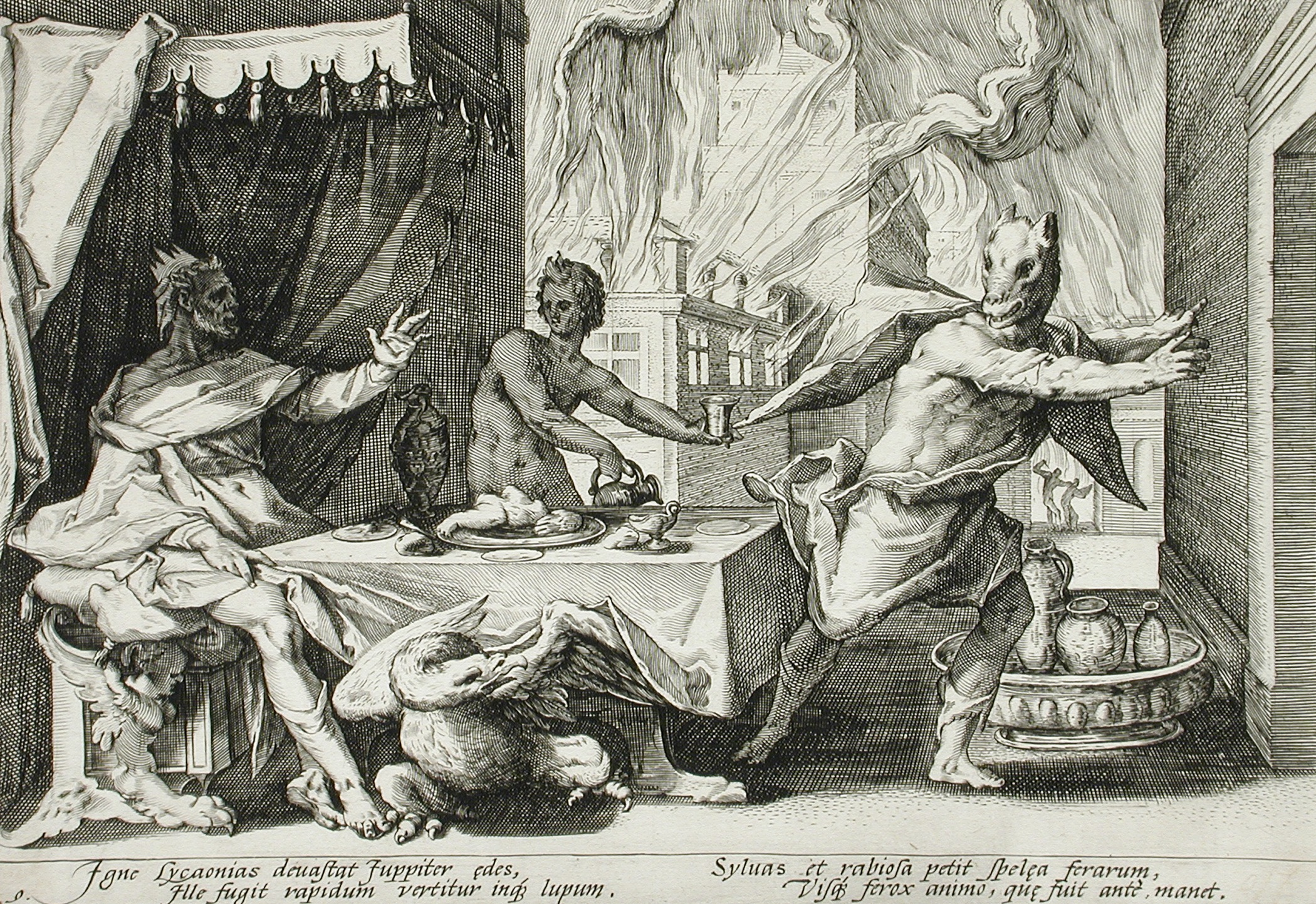
제우스에 의해 늑대로 변하게 된 리카온, 헨드릭 홀치우스가 조각.

사람이 늑대로 바뀐다는 이야기는 몇몇 고대 그리스 문학과 그리스 신화에서 찾을 수 있다. 헤로도토스의 저서 역사에 따르면, 스키타이 북동부에 위치한 한 부족인 네우리(Neuri) 족은 매년 며칠 동안 모두 늑대로 변하다가 그후 인간 모양으로 바뀌는 부족이라고 언급했다. 기원전 2세기, 그리스의 지리학자 파우사니아스는 의식을 위해 아이를 죽여서 늑대로 변한 리카온에 대해 대한 이야기를 썼다. 비블리오테케(3.8.1)과 오비디우스의 변신 이야기(I.219-239)에서는 리카온이 신이 있는지 알고 싶어서 제우스에게 인간의 육체를 주었다고 말한다. 그러므로 리카온의 변신은 살인, 식인, 신에 대한 불경 등 다양한 범죄에 대해 고려한 처벌로 내렸다고 적었다. 또한, 오비디우스는 늑대의 형태로 아르카디아 현의 숲을 거니는 남자 이야기로 관련지었다.
오비디우스 외에도, 많은 로마 작가들이 늑대인간에 대해 다뤘다. 베르길리우스는 늑대로 변하는 사람에 관한 이야기를 썼다. 대 플리니우스도 늑대인간에 관련된 2편의 소설을 썼다. 아리아드네를 인용한 그는 프락시너스 나무에 옷을 걸치고 아르카디아 현 호수를 가로지르며 수영하는 늑대로 변신하는 남자에 관한 이야기를 다루었다. 그는 9년 동안 인간을 공격하지 않는 조건으로 인간의 모습으로 아르카디아의 호수를 수영할 수 있게 되었다. 또한, 플리니우스는 아그리오파스(Agriopas)를 인용하여 인간 아이의 내장을 먹고 늑대가 되었지만, 10년 후 다시 인간의 모습으로 돌아간 남자에 대한 이야기도 하였다.
기원후 60년 페트로니우스가 지은 라틴어 산문인 사티리콘(Satyricon)에서는 연회장에서 늑대로 변한 친구 이야기(chs. 61-62)가 실려 있다. 이 소설에서는 "내가 내 친구를 찾았을 때, 옷을 벗고 길가에 옷이 싸인 친구를 보았다... 그는 그 옷을 둘러싼 곳에 오줌을 싸고는 갑자기 늑대로 변했다!... 그가 늑대로 변한 후 짖어대고 숲으로 달려갔다"와 같이 적혀 있다.

### 동유럽
동유럽의 늑대인간은 역사의 아버지 헤로도토스의 역사 4권에 "슬라브 지방에 일 년에 한두 차례 늑대로 변신하는 종족이 살고 있었다"라고 기술되어 있을 만큼 기원이 깊다. 슬라브족의 민간전승에 따르면 처음에는 자살하거나 교회에서 파문당해 정식으로 매장될 수 없었던 사람들로, 죽지 않은 상태로 무덤에서 나오는 사람들 브리콜라카스(vrykolakas)부터 시작된다. 브리콜라카스(Vrykolakas)란 뜻은 '늑대인간(werewolf)이라는 슬라브어로, 초기에는 늑대인간을 의미했다.
이들은 무덤에 누워 있다가, 토요일을 제외한 어느 날이라도 무덤에서 나올 수 있었으며 초기 브리콜라카스는 산 자에게 무해한 존재였으며 교회의 용서를 받으면 영원한 휴식을 얻을 수 있었다.
하지만 중세시대 말기 1414년 헝가리 교회에서 악마학(惡魔學)과 늑대인간의 존재를 정식으로 인정하였다. 이 사실은 유럽 전역으로 퍼져나갔으며 사람에게 해를 끼치지 않는 존재였던 브리콜라카스는 블라드 쩨뻬쉬, 에르체베트 바토리백작부인과 결합된 일부는 흡혈귀(Vampire)가 되고, 다른 브리콜라카스는 늑대인간(werewolf)이 되어 피에 굶주린 괴물로 받아들여졌다.이로 인해 유럽 전역에 소문이 퍼지기 시작했고, 17세기 말에는 늑대인간이 죽어서 죽지않은 시체(Undead)가 되며, 인간의 인간을 잡아먹거나 혹은 피를 빨아 먹는 귀물(鬼物)이 되었다.
현재 남슬라브지역이나 루마니아에서는 늑대제(祭)라고 하여 축제를 즐기고 있다.

### 북미
북미의 한 인디언 설화에서는 어떤 여자가 엄청난 죄를 지어 7년간 늑대로 변하여 수많은 비난을 받은 후, 그녀에게 벌을 내리게 한 늑대가죽을 짊어진 영혼을 만나 간절한 소망으로 인해 가까스로 벗어났다고 한다. 이와 같은 설화는 북미 어디에서나 찾아볼 수 있다. 그러기에 혹자들은 북미인디언의 늑대인간은 유럽의 초기 정착자들이 인디언의 동물숭배와 유럽의 늑대인간 전설이 결합되어 만들어진 것이라고도 한다.

## 늑대인간의 악마화

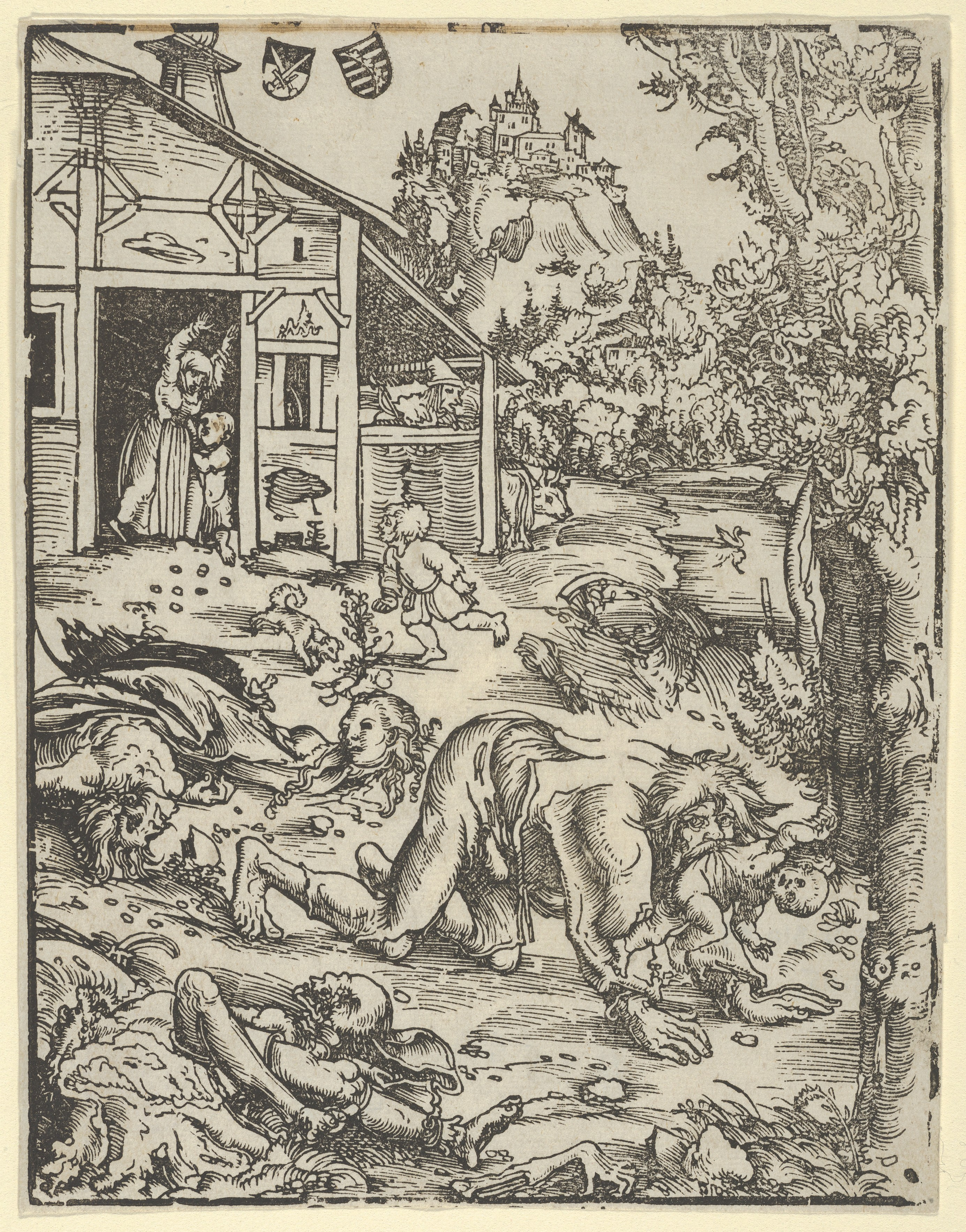
1512년 프랑스의 늑대인간

마녀사냥의 광기와 함께 1414년 공식적으로 이단으로 몰리면서, 교회와 민간전승에서 늑대인간의 악마화(惡魔化)가 진행된다. 인간의 지능과 잔꾀에다가 늑대의 잔인성이 더해지고, 마녀와 연계되어 늑대인간은 두 부류가 있는데 하나는 스스로 늑대인간이 되기 위해서 악마에게 혼을 파는 대신 늑대로 변할 수 있는 능력을 얻는 경우와, 또 하나는 비자발적으로 늑대인간이 된 경우로 늑대에게 물리거나 가족이 받은 저주, 또는 마법사나 마녀가 주문을 걸어서 늑대인간이 되는 경우였다. 변신(變身) 혹은 늑대인간의 신앙이 유럽에서는 마술과 연결, 사람들은 마녀가 악마의 도움을 받아 동물의 모습으로 변신할 수 있다고 여겼다.
이런 악마화로 인해 처음에는 산 자에게 피해를 끼치지 않은 늑대인간의 모습이 광기로 돌변하기 시작한다. 프랑스 민간전승에서는 늑대인간을 루가루(Loup Garou)라 하였는데 16세기 루가루가 나타났다는 소문으로 그에 대한 재판과 처형이 많았다 1512년 늑대인간의 모습이 그림에 알려지더니, 점점 이단화가 지속되어 1594년에는 자신이 늑대라는 망상에 빠진 사람이 나타나기도 했고, 심지어 1598년에 서부 프랑스에서는 늑대인간 가족이 발견되었다고 한다. '상트 클로드의 늑대인간'이라고 알려진 3남매(1남 2녀)중 페로넷(Peronette)이라는 여자가 낭광증을 앓고 있어 기어다녔는데, 낭광증을 오인한 교회는 페로넷의 가족을 모두 화형 시켰다. 물론 늑대인간의 전설에 의해 날조된 재판이라는 것은 두말할 필요도 없다. 그로부터 약 백 년 뒤에도 늑대인간의 재판이 행해졌다.

## 늑대인간의 외형과 변형

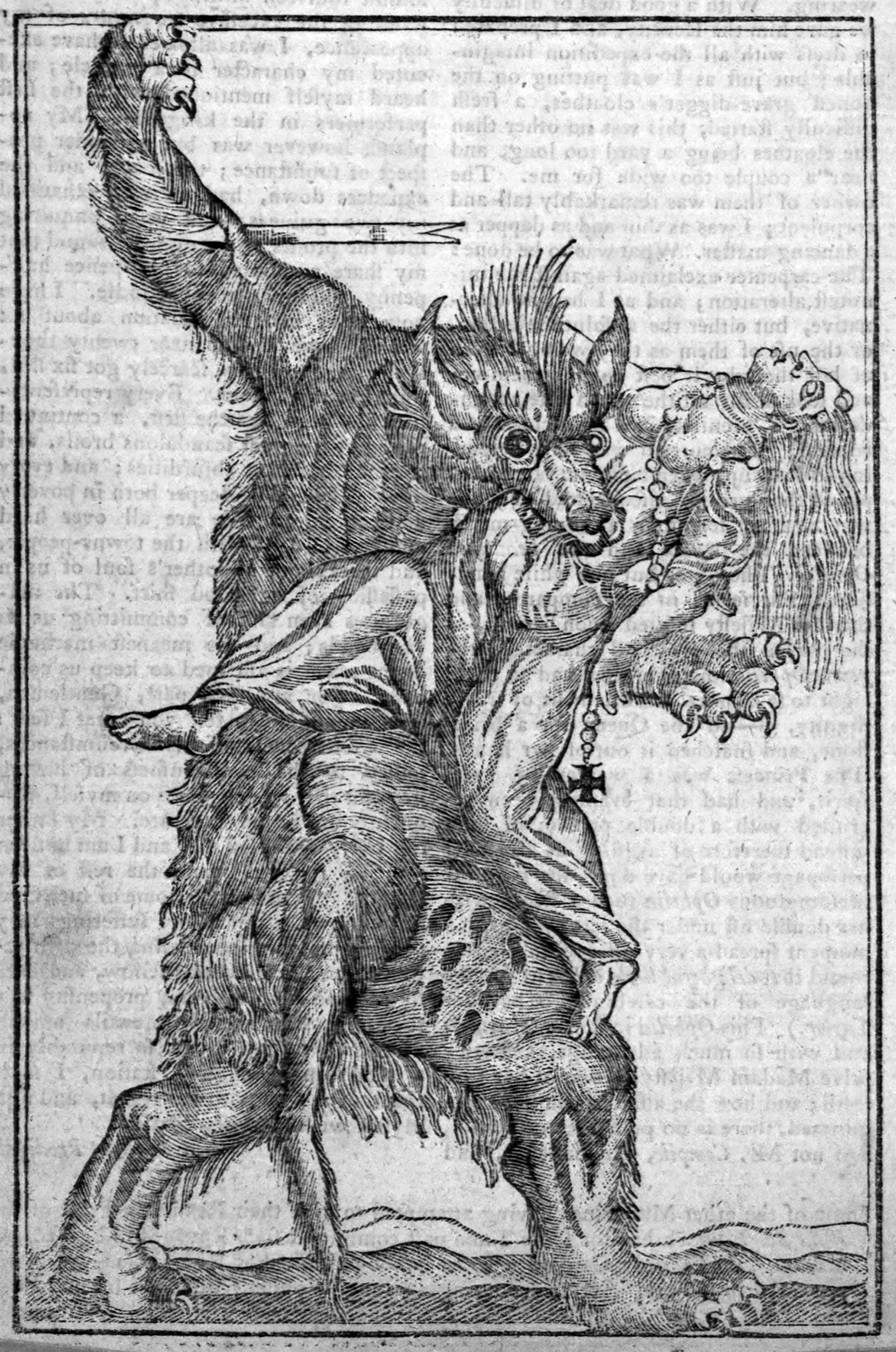
인간을 잡아먹는 늑대인간

늑대인간이 늑대로 변할 때 어떻게 되냐는 것에 여러 가지 설이 있다. 자유자재로 할 수 있다고도 하고, 보통 때는 사람이다가 보름달이 뜨게 되면 이성을 잃고 늑대처럼 모습이 변하여 사람들을 헤치고 다닌다고 한다. 이 설의 경우, 해가 다시 뜨면 다시 사람으로 돌아오고 늑대 인간 때의 기억을 다 잃어버린다. 자신이 살인을 한 것도 모르고, 자신이 인육(人肉)을 먹은 지도 모른다.
늑대인간을 외형적으로 관찰하자면 변신하지 않았을 때의 늑대인간과 흡혈귀는 많은 공통된 특성을 갖고 있다. 손톱이 동물의 발톱 같다는 것, 약간 뾰족한 귀, 손바닥에 털이 나 있다는 것, 양 눈썹이 서로 붙었다는 것등이 흡혈귀와 흡사하다. 그러나 다른 점도 있다. 변신하면 거대한 늑대가 되어 네 발로 걸어 다니거나 또는 털이 엄청나게 많이 난 두 발로 걷는 동물이 되기도 한다. 두 발로 걸을 경우, 아주 보기 흉하기는 해도 키가 커지고 꼬리가 생기는 반인반수의 형태라 얼굴은 사람 형상을 갖추고 있으나 손에는 동물의 앞발처럼 갈퀴 모양의 손톱을 달고 있다. 또 늑대인간은 물리공격에서 저항력이 강한 것으로 나오며, 19세기 이전 마녀사냥이 본격적으로 시작된 14~18C까지 늑대인간은 마녀와 연계되어 배척의 대상이 되었다.

## 늑대인간을 물리치는 법
늑대인간을 물리치는 방법은 다양하게 알려져 있다.
이중 가장 대표적인 방법은 은탄환으로 죽이는 방법인데 일반적으로 사람들은 보름달이 뜬 밤에 늑대인간이 가장 활발히 활동한다고 믿었고 달과 관계있는 즉 은(銀) 달의 금속으로 만든 은탄환(銀彈丸)으로 쏘는게 가장 확실하게 죽일 수 있으며 그 뒤 십자가(cross)형태 네거리 땅아래에 묻고 심장에 말뚝받아 고정시키면 영원히 잠재울 수 있다고 믿었다. 또한 잡혔을 경우 마법약을 이용해서 묶은 뒤 악령을 몰아낼 수 있다고 알려져 있다.

## 늑대인간 기원의 재해석
늑대인간에 대해 현대에는 신화나 전설이 아니라 과학적 무지로 인해 생긴 전설이라고 이해하여 기원을 찾아내는 데 새로운 접근이 시도되고 있다.
- 첫 번째로 늑대인간의 기원은 바로 광견병이라는 것이다. 광견병은 신경계열에 이상이 생겨 어둠을 좋아하고 적은 빛 등의 자극에도 경련을 일으키며, 심지어는 밤의 보름달 빛에도 통증을 느껴 고통을 달래기 위해 어둠을 배회한다. 이런 특징 부분이 늑대인간의 전설의 바탕이 되어 특히 숲을 떠돌던 슬라브계 민족에게 광견병의 원인이 되는 포유류와의 접촉이 많았을 것이고, 광견병이 개만 걸리는 것이 아니고 포유류 전체가 걸릴 수 있기 때문에 이 과정에서 광견병에 걸린 사람의 이상한 행동이 공포심을 유발해 늑대인간의 전설을 탄생시켰다고 한다.
- 두 번째로는 낭광증(狼狂甁, lycanthropy)라는 일종의 정신질환을 앓은 인간이 늑대인간의 기원이라는 것이다. 스스로를 늑대인간이라고 생각하고, 보름달이 뜨면 이성을 잃고 동물처럼 으르렁거리며 날고기를 먹는 질병이다. 낭광증은 고대 로마시대부터 알았을 만큼 기원이 꽤 깊고 사람이 늑대처럼 행동하기에 늑대인간의 설화가 되었다는 것이다.[21]
- 세 번째로는 선천성 다모증(hypertrichosis, werewolf syndrome)이다. 몸에 털이 많기 때문에 늑대로 오인하고 인간처럼 걷기 때문에 늑대인간이 설화가 태어난다는 것이다.

## 현대문화에서의 늑대인간

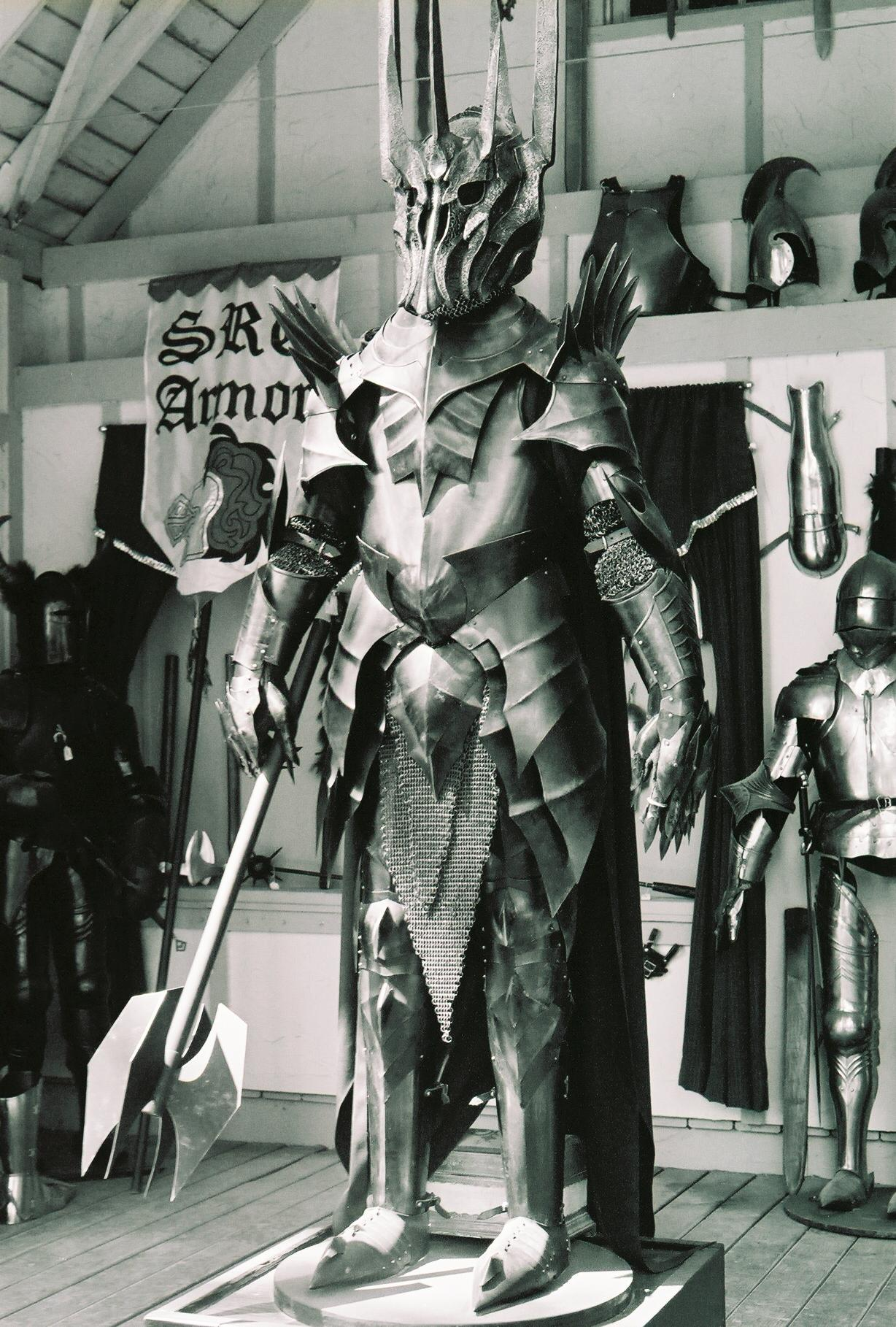
암흑의 군주 사우론

늑대인간의 전설은 현재 대부분 공포영화, 판타지소설, 게임의 몬스터로 활용된다
- 늑대 인간 (Lone Wolf, 1988)의 늑대인간은 보름달만 뜨면 사람을 해치는 것으로 나온다.
- 트와일라잇(Twilight)에서 북미 대륙 인디언인 늑대의 후예들이 자유자재로 늑대가 된다. 제이콥 블랙의 모티브를 기반하였다.
- 늑대인간의 저주(Curse of the werewolf, 1961)는 1933년 미국의 작가 가이 엔도어가 지은 파리의 늑대인간을 배경으로 만들었으며, 크리스마스 이브에 태어난 늑대인간을 주인공으로 한 작품이다.
- 해리포터(HarryPorter) J.K 롤링이 지은 해리포터와 아즈카반의 죄수 해리포터와 혼혈왕자에서 리무스 루핀과 펜리 그레이백이 늑대인간으로 나온다.
- 언더월드(Underworld 1,2,3,4) 인간들이 모르는 뱀파이어와 늑대인간의 싸움을 그려낸 영화이다.
- 유령선(The Phantom Ship, 1935)은 프리드릭 메리엇(Frederick Marryat)이 플라잉 더치맨의 전설을 쓴 원작으로 늑대인간이 나오는 영화이다.
- 하르츠 산의 흰 늑대(The White Wolf of the Hartz Mountains) 프리드릭 메리엇이 쓴 소설로 늑대인간이 나온다.
- 오버 더 호라이즌(이영도 저) 여기서 늑대인간은 보름달을 보고 변신하는게 아니라, 양팔의 끼고 있는 한 쌍의 은팔찌를 풀면 늑대인간으로 변신한다. 변신 후에는 이성이 사라진다.
- 거울전쟁 시리즈의 늑대인간은 흑마술파와 악령군에 하나씩 있는데, 악령군의 늑대인간은 반수반인형인 반면, 흑마술파의 늑대인간은 어느 정도 인간의 형태를 하고 있다.
- 다른 세계관에서 늑대인간을 표현하는 단어가 웨어울프(라이칸스로프, 워울프)인데 반해서 월드 오브 워크래프트(World of Warcraft)의 늑대인간은 Worgen(워겐)이라고 표기하는 특이점이 있다. 이는 반지의 제왕에 나오는 Warg(와르그)를 따온 던전 앤 드래곤즈의 늑대 괴물인 워그(Worg)에 접미사인 -en을 붙인 형태로 추정된다.
- 런던의 늑대인간(An American Werewolf In London, 1981) 영국으로 간 미국인 여행자들이 늑대인간이 된다.
- 마비노기의 늑대인간은 외모를 제외하면 연관성이 거의 없다.(보름달이 떠도 강해지지 않으며 원래 인간이라는 설정도 없다.) 이름 또한 늑대인간이 아니라 베어울프로 표기된다.
- J.R.R 톨킨의 소설 반지의 제왕에서 사우론의 종족은 반신(半神)급인 마이아이지만 타락하여 늑대인간의 군주로도 나온다.
- 두치와 뿌꾸의 리노, 빨간 망토 차차의 뚜뚜, 포켓몬스터의 루가루암 등도 있다.

## 같이 보기
- 브레이 길 괴수(영어판)
- 제보당의 괴수
- 부더
- 추파카브라
- 시노체팔리(영어판)
- 다마르추스(영어판)
- 늑대인간 증후군
- 로비시호맨(영어판)
- 루너 효과(영어판)
- 리칸트로피
- 미시간 도그맨(영어판)
- 로우가로우(영어판)
- 형태 변환자
- 수인족
- 고양이인간
- 베드부르크 늑대인간(영어판)
- 늑대인간 사냥(영어판)
- 울버
- 수인 팬덤 (퍼리 팬덤)

## 참고 문헌
- Baring-Gould, Sabine (1973). 《The Book of Werewolves: Being an Account of a Terrible Superstition》 (Google books). New York, NY: Causeway Books. ISBN 0-88356-008-9. OCLC 1084970. 2009년 11월 16일에 확인함.
- Clemens, Carlos (1968). 《Horror Movies: An illustrated Survey》. London: Panther Books.
- Douglas, Adam (1992). 《The Beast Within: A History of the Werewolf》. London: Chapmans. ISBN 0-380-72264-X.
- Lecouteux, Claude (2003). 《Witches, Werewolves, and Fairies》. Rochester, Vermont: Inner Traditions International. ISBN 0-89281-096-3.
- Prieur, Claude. Dialogue de la Lycanthropie: Ou transformation d'hommes en loups, vulgairement dits loups-garous, et si telle se peut faire. Louvain: J. Maes & P. Zangre, 1596. (By a Franciscan monk, in French)
- Steiger, Brad (1999). 《The Werewolf Book: The Encyclopedia of Shapeshifting Beings》. Farmington Hills, MI: Visible Ink. ISBN 1-57859-078-7. OCLC 41565057.
- Summers, Montague, The Werewolf London: K. Paul, Trench, Trubner, 1933. (1st edition, reissued 1934 New York: E.P. Dutton, 1966 New Hyde Park, N.Y: University Books, 1973 Secaucus, N.J.: Citadel Press, 2003 Mineola, N.Y.: Dover, with new title The Werewolf in Lore and Legend). ISBN 0-7661-3210-2
- Wolfeshusius, Johannes Fridericus. De Lycanthropia: An vere illi, ut fama est, luporum & aliarum bestiarum formis induantur. Problema philosophicum pro sententia Joan. Bodini ... adversus dissentaneas aliquorum opiniones noviter assertum... Leipzig: Typis Abrahami Lambergi, 1591. (In Latin; microfilm held by the United States National Library of Medicine)
- Woodward, Ian (1979). 《The Werewolf Delusion》. Paddington Press. ISBN 0-448-23170-0.